# Kate Allen
Katherine Jessie Jean Allen (Geelong, 25 aprile 1970) è un'ex triatleta australiana naturalizzata austriaca.
Kate Allen, che ha ottenuto la cittadinanza austriaca dopo il matrimonio con il suo manager Marcel Diechtler, ha vinto la medaglia d'oro nella gara di triathlon alle Olimpiadi di Atene 2004.

## Palmarès
- Olimpiadi
  - Atene 2004: oro